# نبرد نصیبین (۵۴۱)
نبرد نصیبین در سال ۵۴۱ میان نیروهای بیزانسی به رهبری بلیساریوس و پطرس و نیروهای ایرانی به رهبری نابد رخ داد. این نبرد در حالی انجام گرفت که شاهنشاه ساسانی خسرو انوشیروان در جنگ لازستان به سر می‌برد.